# Комуне О Кондомини (Катанцаро)
Комуне О Кондомини је насеље у Италији у округу Катанцаро, региону Калабрија.
Према процени из 2011. у насељу је живело 4 становника. Насеље се налази на надморској висини од 43 м.